# Odessa Rae

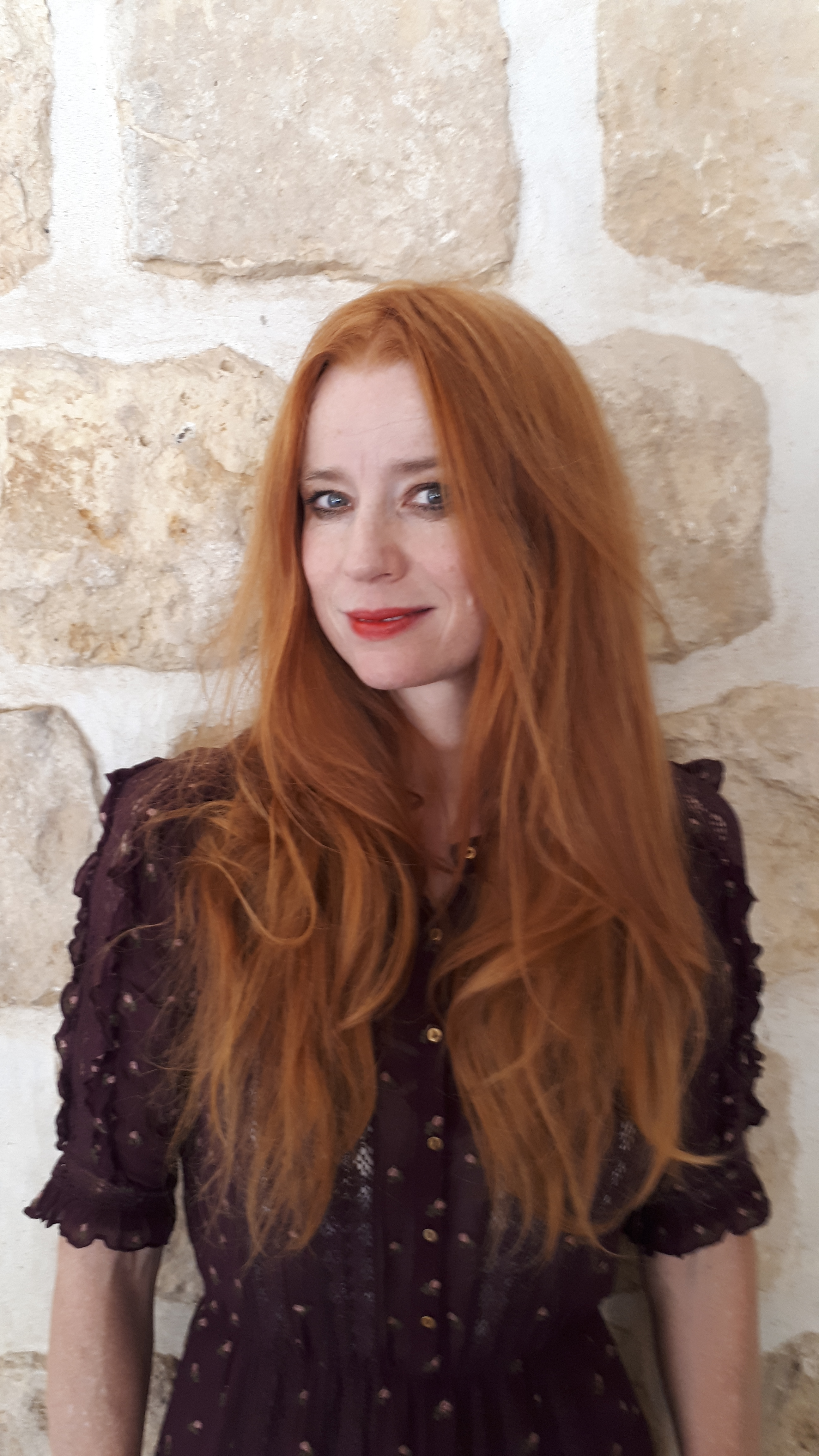
Odessa Rae (2020)

Odessa Rae (* 23. Mai 1982 in Calgary, Alberta) ist eine kanadische Schauspielerin und Filmemacherin.
Sie arbeitet aktuell (2020) als Freelancerin für Fishbowl Films, Ivanhoe Pictures u. a.

## Privat
Rae wurde in Kanada geboren und wuchs in Indien, Hongkong und Japan auf. Ihr Vater war als Banker für die Mirabaud-Gruppe und die LGT Group tätig. Ihre Mutter ist Künstlerin und Yoga-Lehrerin. Rae ist von schottischer, englischer, deutscher, französischer und irischer Herkunft.
Sie besuchte die Mittelschule in Komatsu, weshalb sie sehr gut Japanisch spricht, und wohnte in dieser Zeit bei einer Gastfamilie in einem buddhistischen Tempel. Sie spricht auch Chinesisch.
Rae studierte Internationale Beziehungen an der Universität Toronto.

## Frühe Karriere
Rae begann ihre Karriere als Model im Alter von 18 Jahren in Paris. Sie war bei Ford Models unter Vertrag und lief in Modeschauen für Gucci, Etro u. a., ihre Fotos erschienen u. a. in der italienischen Vogue und in der Elle.
Für den Film wurde Rae vom kanadischen Regisseur Saul Rubinek entdeckt, der sie für den Film Clubland (2001) verpflichtete.
Rae wurde dann in Japan für die Werbung entdeckt und drehte u. a. unter der Regie von Alejandro González Iñárritu zwei Werbespots für Edwin Jeans an der Seite von Brad Pitt, die ihre Karriere als Schauspielerin und Moderatorin in Japan begründeten.
In der Folge moderierte Rae in Japan eine Saison lang ihre eigene Variety-TV-Show BRAVO.

## Schauspielkarriere
Rae startete ihre Karriere als Schauspielerin mit der autobiografischen Eigenproduktion Jenifa (2004), in der sich selbst darstellte und ihre Jahre als Jugendliche in einem buddhistischen Tempel in Japan verarbeitete. Mit dem Regisseur Kenki Saegusa und dem Schauspieler Takayuki Yamada konnte sie zwei Stars des japanischen TV für ihre Erstarbeit verpflichten.
Mit ihrem zweiten Film Hard Candy (2005) gelang ihr der internationale Durchbruch. Der Film, der beim Sundance Film Festival 2005 seine Premiere hatte, avancierte zum Indie-Kultklassiker.
Ihre erfolgreichste Rolle spielte sie in The Visit (2012), für den sie mehrfach ausgezeichnet wurde.

## Filmemacherin und Produzentin
Rae sammelte ihre erste Erfahrung als Filmemacherin und Produzentin bereits mit ihrer autobiografischen Arbeit Jenifa (2004). Rae kehrte erst mehr als ein Jahrzehnt später wieder mit Of Dust and Bones zur Produktion zurück.
Sie spielte eine Schlüsselrolle in der Formierung und Gründung von Ivanhoe Pictures im Jahre 2012. Seitdem ihr Vorkaufsrecht an Ivanhoe abgelaufen ist, wirkt sie als Freelancerin für Ivanhoe, Fishbowl u. a.
Im Jahr 2020 gründete sie Raefilms Studios.

## Filmografie (Auswahl)
- 2001: Clubland
- 2004: Jenifa (als Produzentin, Drehbuchautorin und Hauptdarstellerin)
- 2005: Hard Candy
- 2007: Chuck (Fernsehserie)
- 2008: ER (Fernsehserie)
- 2008: B.T.K.
- 2008: Dead at 17
- 2009: Ready or Not
- 2010: Smallville (Fernsehserie)
- 2010: Leverage (Fernsehserie)
- 2010: Rules of Engagement (Fernsehserie)
- 2010: Let the Game Begin
- 2011: Man without a Head
- 2012: The Visit
- 2012: Rizzoli & Isles (Fernsehserie)
- 2012: Gabe the Cupid Dog
- 2013: Movie 43
- 2014: Asthma
- 2015: Always Worthy
- 2016: Of Dust and Bones (als Produzentin)
- 2017: Hangman
- 2018: Half Magic
- 2020: The Story Won’t Die (als Produzentin)
- 2020: The Blue Shield (als Produzentin)
- 2022: Navalny (als Produzentin)
- 2024: The Yoga Teacher (Chosen Family)

## Auszeichnungen
- 2013: Oregon Independent Film Festival, Beste Schauspielerin, für The Visit
- 2013: Idyllwild CinemaFest, Beste Schauspielerin, für The Visit[2]
- 2023: Oscarverleihung 2023, Bester Dokumentarfilm, für Nawalny